# イドゥンバン
イドゥンバン (Idumban)とはアスラ神族の名である。

## 解説
スールパドゥマの弟にあたる。聖仙アガスティヤがヒマラヤ山脈にある２つの丘を授かったためイドゥンバンに命じ運ばせることとした。イドゥンバンは天秤棒を使って丘を運んだ。イドゥンバンはその途中のタミル州パラニという場所で一休みをした。再び天秤棒を持ち上げようとすると全く動かない。その姿を見て１人の少年が嗤っていた。その少年を懲らしめようとしたところ逆に一撃で殺されてしまう。この少年こそスカンダ（ムルガン）であった。イドゥンバンの死を嘆き悲しんだ妻のイドゥンバニーはムルガンに夫の蘇生を祈った。ムルガンはそれを聞き遂げて蘇生した。イドゥンバンは自分の愚かさを恥じてムルガンに奉仕することとなった。この説話からムルガン寺院では天秤棒を担ぎイドゥンバンになりきって祈るのである。